# ضيف الله المساعدة
ضيف الله المساعدة (1938 - 18 ديسمبر 2015) محامٍ وسياسي أردني. شغل منصب وزير الدولة للشؤون القانونية بين عامي 2000 و 2001، في حكومة علي أبو الراغب الأولى.   
في عام 1971 أسس مكتب ضيف الله المساعدة للمحاماة. 